# بوكتشينجيل
بوكتشينجيل (بالإنجليزية: Bocktschingel)‏ هو أحد جبال سلسلة جبال الألب غلاروس وجزء من القمة الأم غروس شارورن يقع في كانتون أوري وكانتون غلاروس، سويسرا. يبلغ ارتفاع الجبل حوالي 3079 متر، بينما يبلغ ارتفاع نتوء الجبل 179 متر.